# Fernando Castedo
Fernando Castedo Álvarez (Madrid, 20 de enero de 1941) es un político y jurista español.

## Biografía
Licenciado en Derecho por la Universidad Complutense de Madrid, ingresó por oposición en el Cuerpo Superior de Abogados del Estado, prestando sus servicios de Asesoría Jurídica en los Ministerios de Universidades e Investigación, Transportes, Economía y Justicia.
Asumió el cargo de secretario general técnico del Ministerio de Información y Turismo en 1974, y entre 1977 y 1979 el de subsecretario del Ministerio de Cultura.
En 1981 fue nombrado director general de Radio Televisión Española y bajo su mandato se puso en marcha el Estatuto de RTVE, vigente durante 25 años. En ese tiempo, además, hubo de afrontar desde el puesto de responsabilidad que ocupaba los acontecimientos del intento de golpe de Estado del 23 de febrero de 1981.
Director del Banco Hipotecario en 1982; con posterioridad retomó la actividad política, ingresando en el Centro Democrático y Social que presidía Adolfo Suárez. Con ese partido fue candidato a la Presidencia de la Comunidad de Madrid y fue elegido diputado de la Asamblea de Madrid para su II legislatura; más tarde en el Congreso (1989-1990). En abril de 1990 presentó su renuncia al acta de diputado y a la militancia en el partido por discrepancias con las corrientes mayoritarias, tras liderar un sector renovador. En 1992 ingresó en el PSOE, pero se apartó de la actividad política.
Es además profesor asociado en la Facultad de Derecho de la Universidad Complutense, labor que compagina con sus funciones de abogado del Estado en el Tribunal Supremo.
Es socio de honor de la Academia de las Ciencias y las Artes de Televisión.